# Arushi Sharma
Arushi Sharma (Hindi आरुषि शर्मा; * 18. November 1995 in Shimla) ist eine indische Schauspielerin.

## Leben und Karriere
Sharma wurde am 18. November 1995 in Shimla geboren. Sie absolvierte ein Studium der Informationstechnologie an der Jaypee University of Information Technology. Ihr Debüt gab sie 2015 in dem Film Tamasha. Anschließend war sie 2018 in dem Kurzfilm The Other Way zu sehen. Außerdem bekam sie 2020 in Love Aaj Kal eine Hauptrolle. Unter anderem spielte Sharma 2022 in Jaadugar mit. 2023 wurde sie für die Serie Kaala Paani gecastet.

## Filmografie
- 2015: Tamasha
- 2018: The Other Way
- 2020: Love Aaj Kal
- 2022: Jaadugar
- 2023: Kaala Paani (Fernsehserie)